# Linde (fiume)
Il Linde (in russo Линде?) è un fiume della Russia siberiana nordorientale, affluente di sinistra della Lena. Scorre nella Sacha (Jacuzia).

## Descrizione
Nasce nelle estreme propaggini nordorientali dell'altopiano della Siberia centrale e scorre con direzione mediamente sudorientale nel vasto bassopiano della Jacuzia centrale. Nel corso superiore, il letto del fiume è caratterizzato da rapide. Nella parte inferiore del bacino il fiume è molto tortuoso in un ambiente piatto, mal drenato e interessato dal permafrost con depressioni di thermokarst. La lunghezza del Linde è di 804 km, l'area del suo bacino è di 20 000 km². La larghezza del fiume nel medio corso è di 60 m, nella parte inferiore raggiunge i 100 m Sfocia nella Lena a 985 km dalla sua foce.
Il fiume congela all'inizio di ottobre e sgela nella seconda metà di maggio. I suoi maggiori affluenti sono il Sėbirdėch (148 km), il Serki (209 km) e D'ėlindė (201 km). Non ci sono insediamenti permanenti nel bacino del fiume.